# TOWNPLACE KENNEDY TOWN
TOWNPLACE KENNEDY TOWN（前稱：雋庭）是位於香港堅尼地城卑路乍街97號的住宅項目，樓高45層，提供一房兩房和三房單位共128伙，於2018年落成。
2018年9月，新鴻基地產開始為雋庭招租，預計全部單位出租後，每年收入達5500萬港元。2019年，新鴻基地產把雋庭重新命名為TOWNPLACE KENNEDY TOWN，配合旗下全新住宅租賃品牌TOWNPLACE本舍。

## 外部連結
- TOWNPLACE KENNEDY TOWN （页面存档备份，存于）